# Simaetha almadenensis
Simaetha almadenensis är en spindelart som beskrevs av Zabka 1994. Simaetha almadenensis ingår i släktet Simaetha och familjen hoppspindlar. Inga underarter finns listade i Catalogue of Life.